# サン・ニコラ・ドゥ・シャルドネ教会
サン・ニコラ・ドゥ・シャルドネ教会 Saint-Nicolas-du-Chardonnet  (フランス語発音: [sɛ̃ ni.kɔ.lɑ dy ʃaʁ.dɔ.nɛ]) とは、フランス・パリ中心部の5区.に存在するカトリック教会である。1656年から1763年の間に建設され、ファサードはシャルル・ル・ブランにより古典的な様式で設計されている。
また、ジャン＝バティスト・カミーユ・コローの珍しい宗教絵画など、19世紀の著名な芸術作品を多数有することでも知られている。
当時の教区司祭および助祭が（第二バチカン公会議以降の典礼を認めない）カトリック聖伝主義者によって追い出された1977年以降、当教会は聖伝主義の司祭修道会である聖ピオ十世会によって運営されており、したがって（一般のカトリック教会のミサとは異なる）聖伝のラテン語ミサが捧げられている。

## 歴史

### 設立

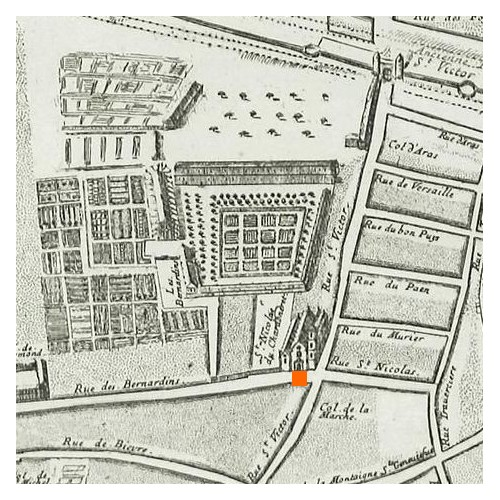
パリの地図に載った教会　(1676年)

最初のチャペルが1230年に薊（シャルドン）の植えられた野原に建てられたためにこの名がついた。元々はサン＝ヴィクトール大修道院 (Abbey of Saint Victor) に属する教会であった。 近隣人口が増加するにしたがい、より大きな教会群が建てられるようになった。1656年、建築家ミシェル・ノブレおよびフランソワ・レヴェのもとで現存の教会の建築が始まった。 資金不足のゆえに、建築は1763年まで完成しなかった。 元の建物で現存するものは、1600年以前に建てられたと思われる鐘塔のみである。
17世紀後半には、著名なチェンバロ奏者であったジャン＝ニコラ・ジョフロワ (Jean-Nicolas Geoffroy,1633–1694) が教会オルガニストとして奉仕していた.。
フランス革命の際に教会は閉鎖され、著しく損壊された。ほとんどの芸術作品は破壊されたため、19世紀のフランス人芸術家らの手になる作品に徐々に置き換えられていった。
1905年のフランスの政教分離法の施行に伴い、パリ市は教会の所有権を主張したが、ローマ・カトリック教会に自由な使用権を付与した。

### 1977年の聖ピオ十世会会員による教会占拠及び再奉献
聖伝主義者の司祭であるフランソワ・デュコー＝ブルジェは、かねてより第二バチカン公会議以降のミサに反対していたが、1977年2月27日、Maison de la Mutualité の近くで彼の支持者と集会を開いた。彼は集会参加者をサン・ニコラ教会へと導いたが、そこではちょうどミサが終わるところであった。Ducaud-Bourget は列になって教会に入り、祭壇でラテン語ミサを捧げた。当時の教区司祭は教会から追い出されてしまった 。ミサを執行する時間だけの占拠のはずであったが、占拠はその後も無期限で続いた 。追い出されてしまった教区司祭は、法廷に行き、占拠者を追放する命令を得たが、適用が仲介の先延ばしにより遅延したため、作家ジャン・ギトン (Jean Guitton) が仲介者に任ぜられた。ギトンは占拠者及びパリ大司教 François Marty 間を仲介すること3ヶ月の後、問題を解決することに失敗したことを認めた。警察は追放令を執行しようともしなかった 。占領者らは聖伝主義修道会として知られる 聖ピオ十世会 (SSPX) と提携しており、SSPX 指導者であるマルセル・ルフェーブル大司教の助力を受けていた。
1978年、破毀院は占拠が違法であることを確証したが、追放令が履行されることはなかった 。1987年2月20日、国務院は、占拠者追放による公序良俗の乱れは、不法占拠による乱れよりも大きなものになるであろうと判断した。
デュコー＝ブルジェは1984年に死去し、フィリップ・ラゲリが教会の後継者となった。1993年、ラゲリに率いられた SSPX メンバーは、パリの St-Germain l'Auxerrois教会を占拠しようとして失敗した。
2020年4月、新型コロナウイルス感染症パンデミックの最中であったが、サン＝ニコラ教会は、復活徹夜祭を挙行することにより社会的な距離を取ることを拒否した。 YouTubeの生中継には、司祭や侍者がマスクをせず、距離を取らずに立ち、聖体が手袋をしていない手で信徒に与えられる様子が映し出されていた。このミサには約40名が出席していた。ミサを執行した司祭は当局より警告と犯罪歴の記録、135ユーロの罰金を科された。

## 外観

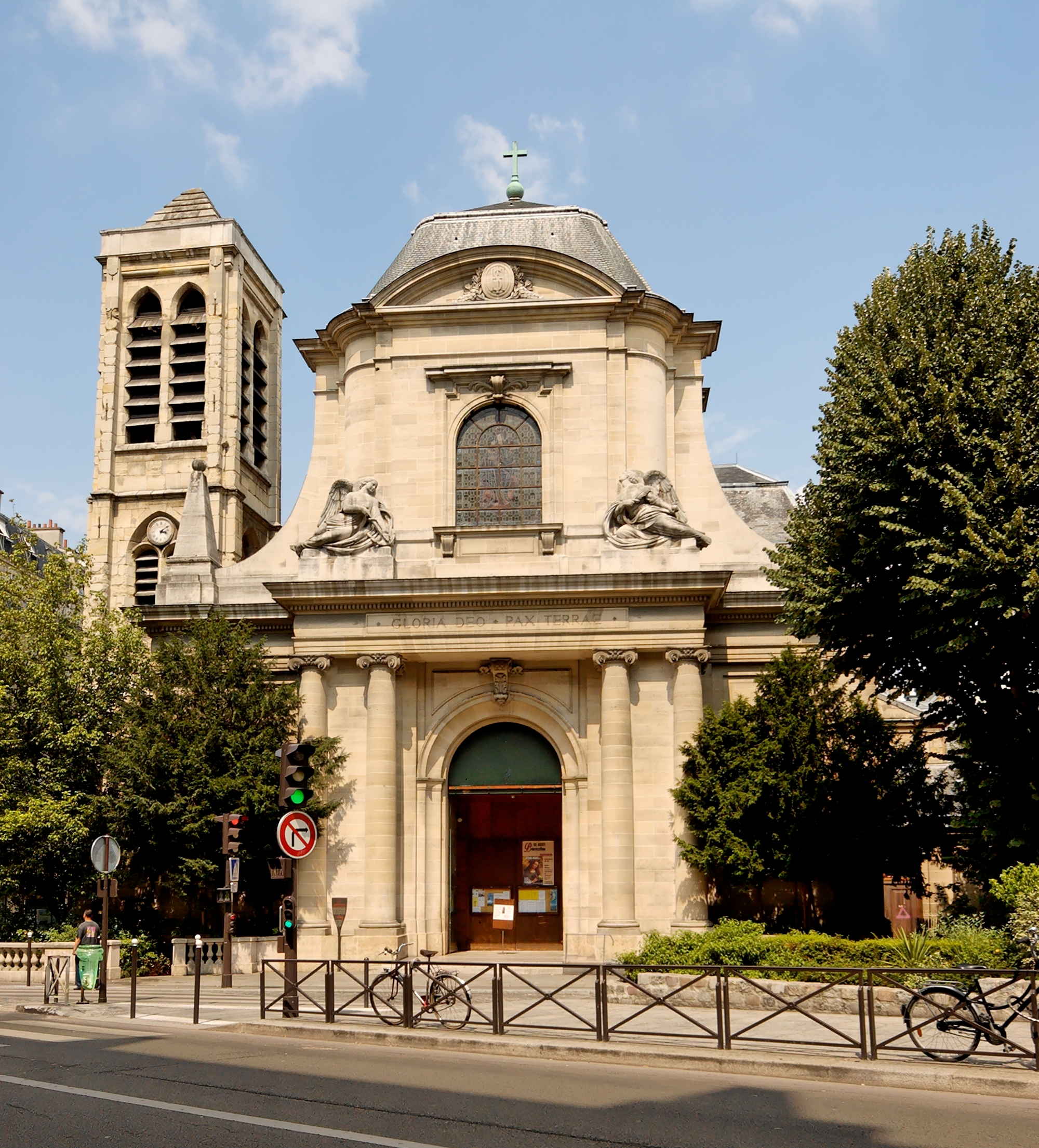
西正面 (1937年完成)、正門および鐘塔
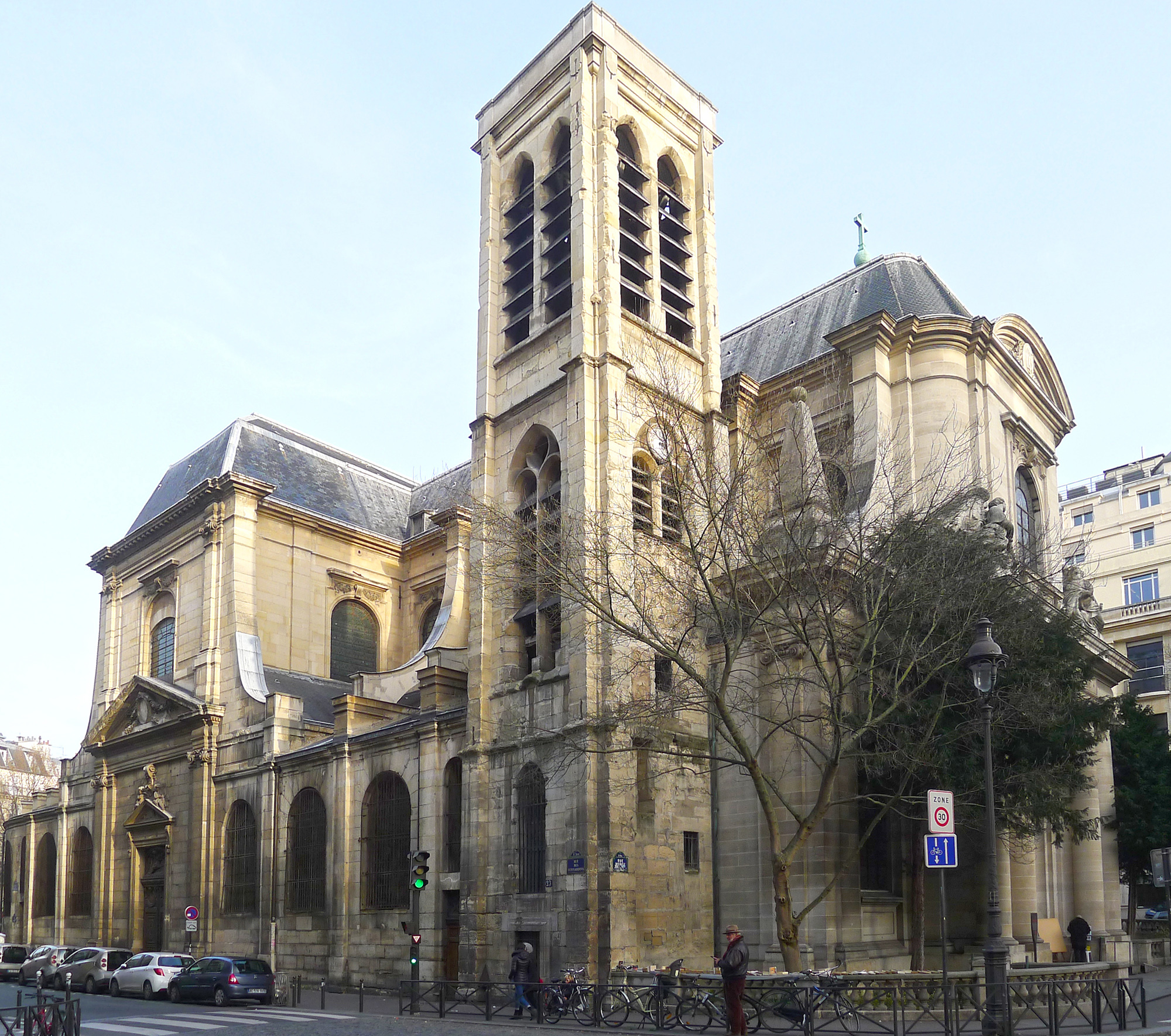
ベルナルダン街沿いの教会南西側
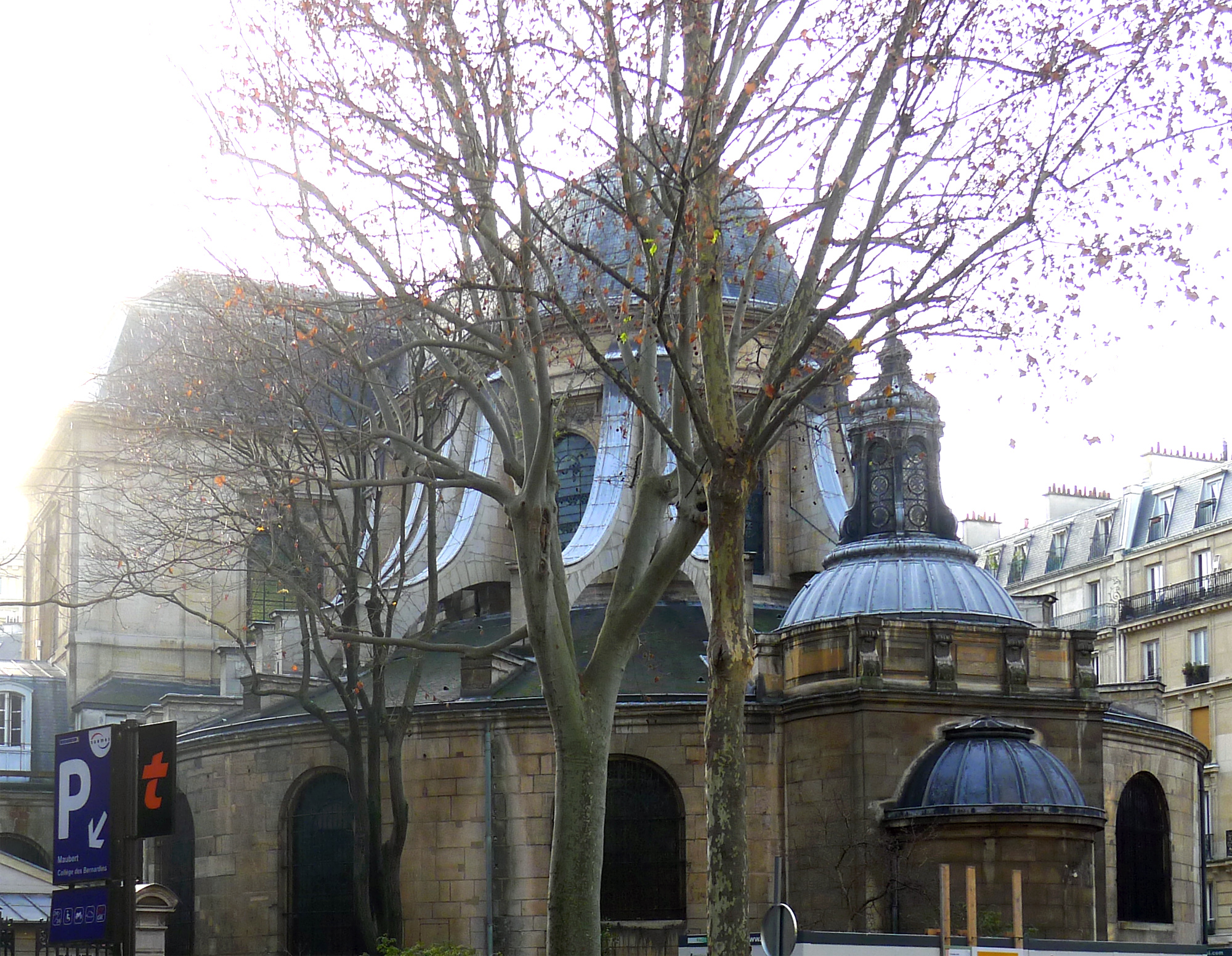
教会後陣

Monge 街に面する第一ファサードは, 建築家の Charles Halley により設計されたが、建設には長期間を要し、1937年になってようやく完成した。建物の残りの部分は古典的なスタイルを踏襲している。シャルル・ル・ブランが設計したベルナルダン通り沿いの脇道は 1669 年に遡り、この時代の古典主義の特に良い例である。イオニア式とコンポジット式の付柱、三角形のフロントオンおよびペディメント、天使の彫刻が特徴的である。 また、Nicolas Legendre が設計した扉は、彫刻が施された花輪と、ケルブ（天使）の彫られた上枠で、豪華に装飾されている。

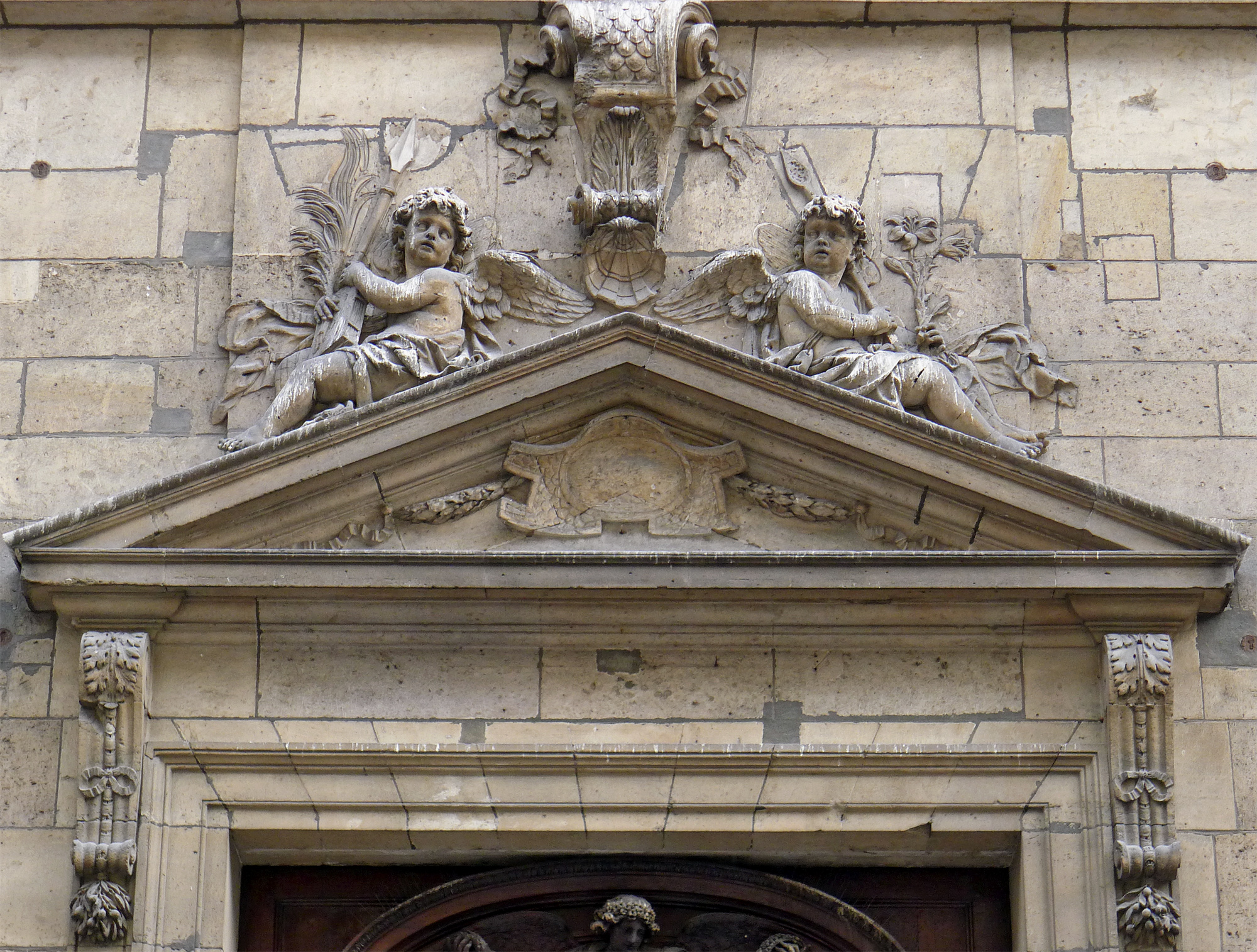
シャルル・ル・ブランによる、ベルナルダン通り沿いの側門  (1669)
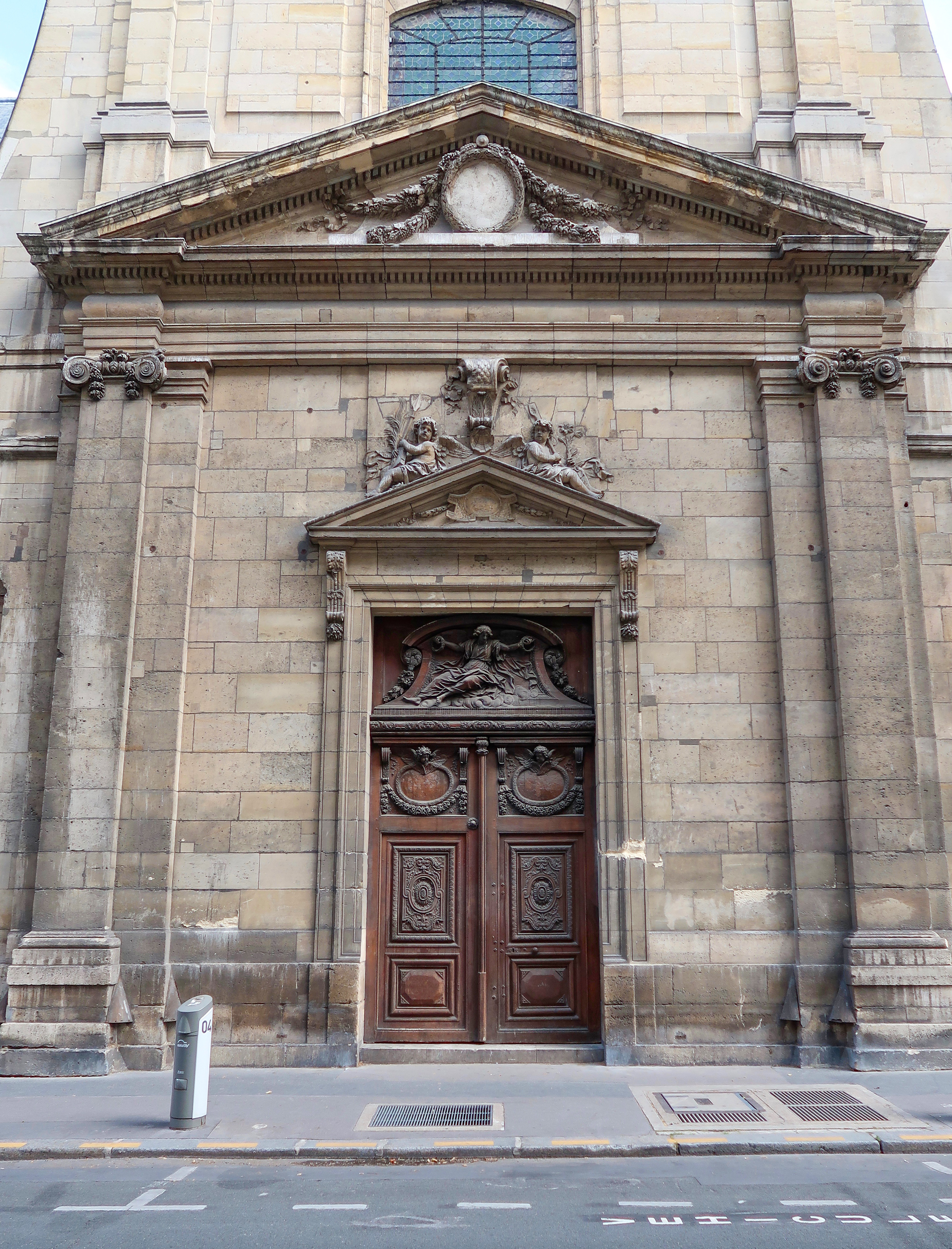
ベルナルダン通り沿いの門
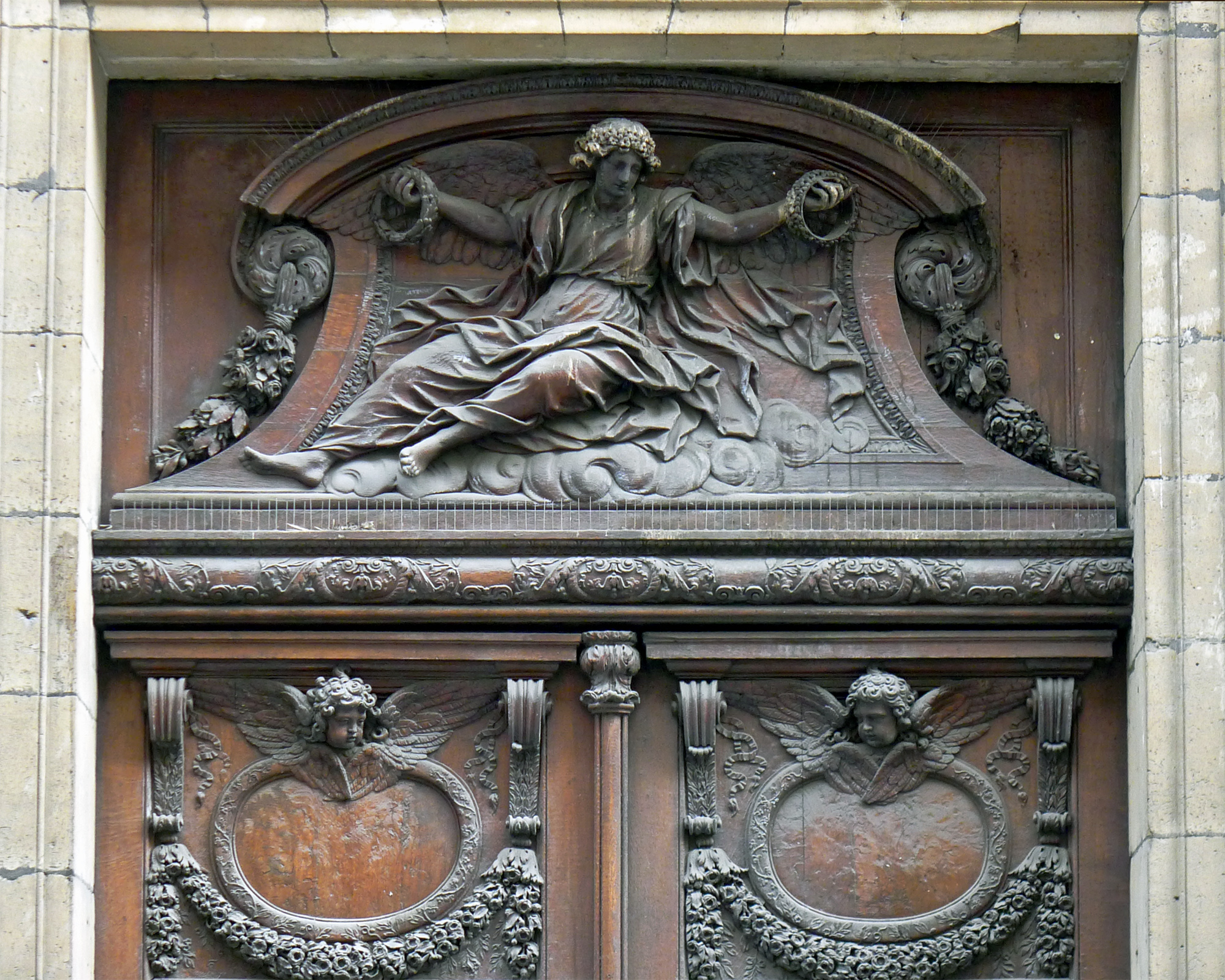
ベルナルダン通り沿いの門の彫刻

## 内観

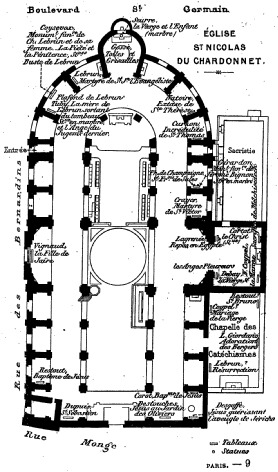
教会平面図
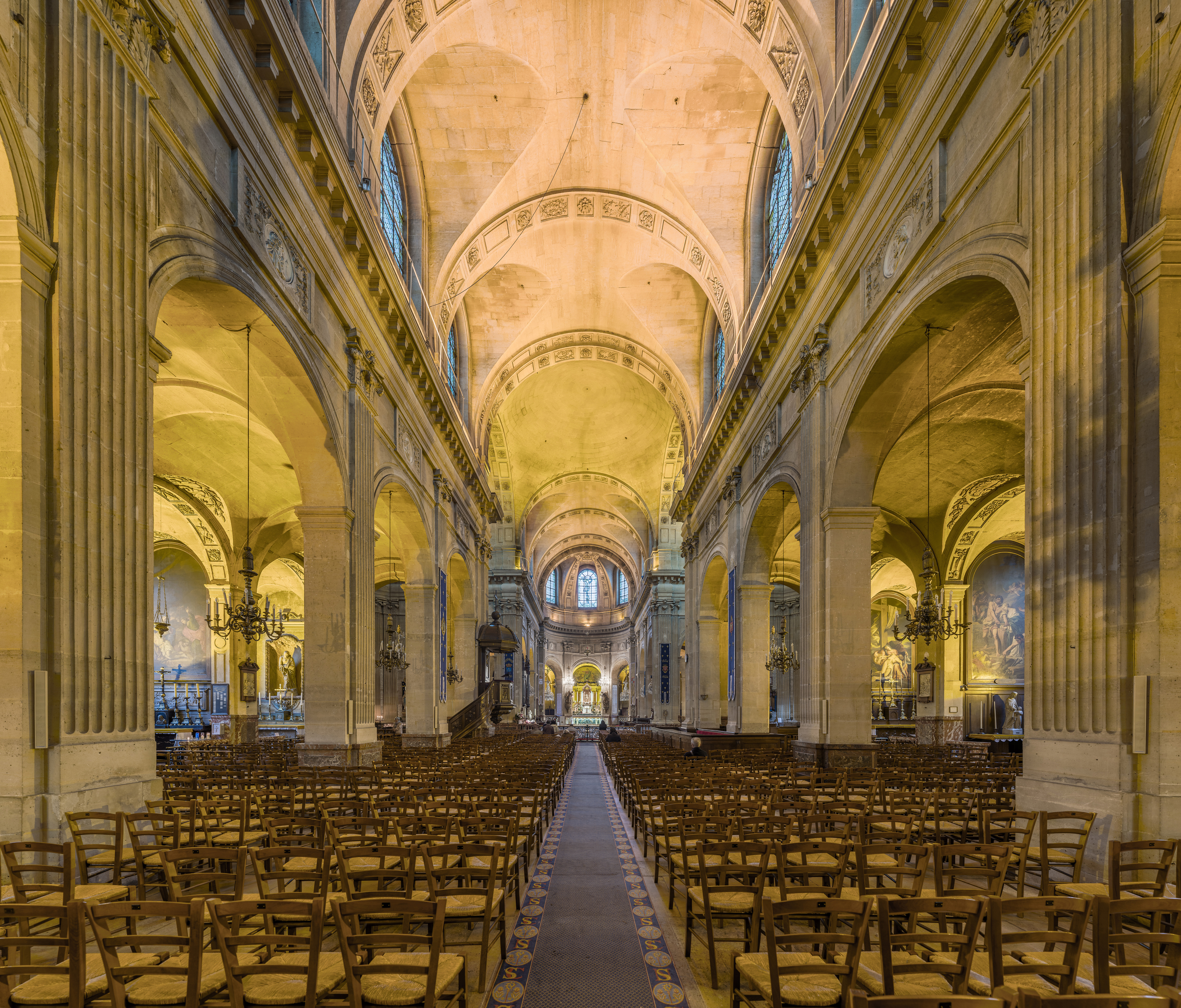
身廊。所謂「テーブル状の」新ミサ様式用の祭壇はなく、司祭が祭壇に向かってミサを司式する (向東式/ad orientem、後述)ことに注意。
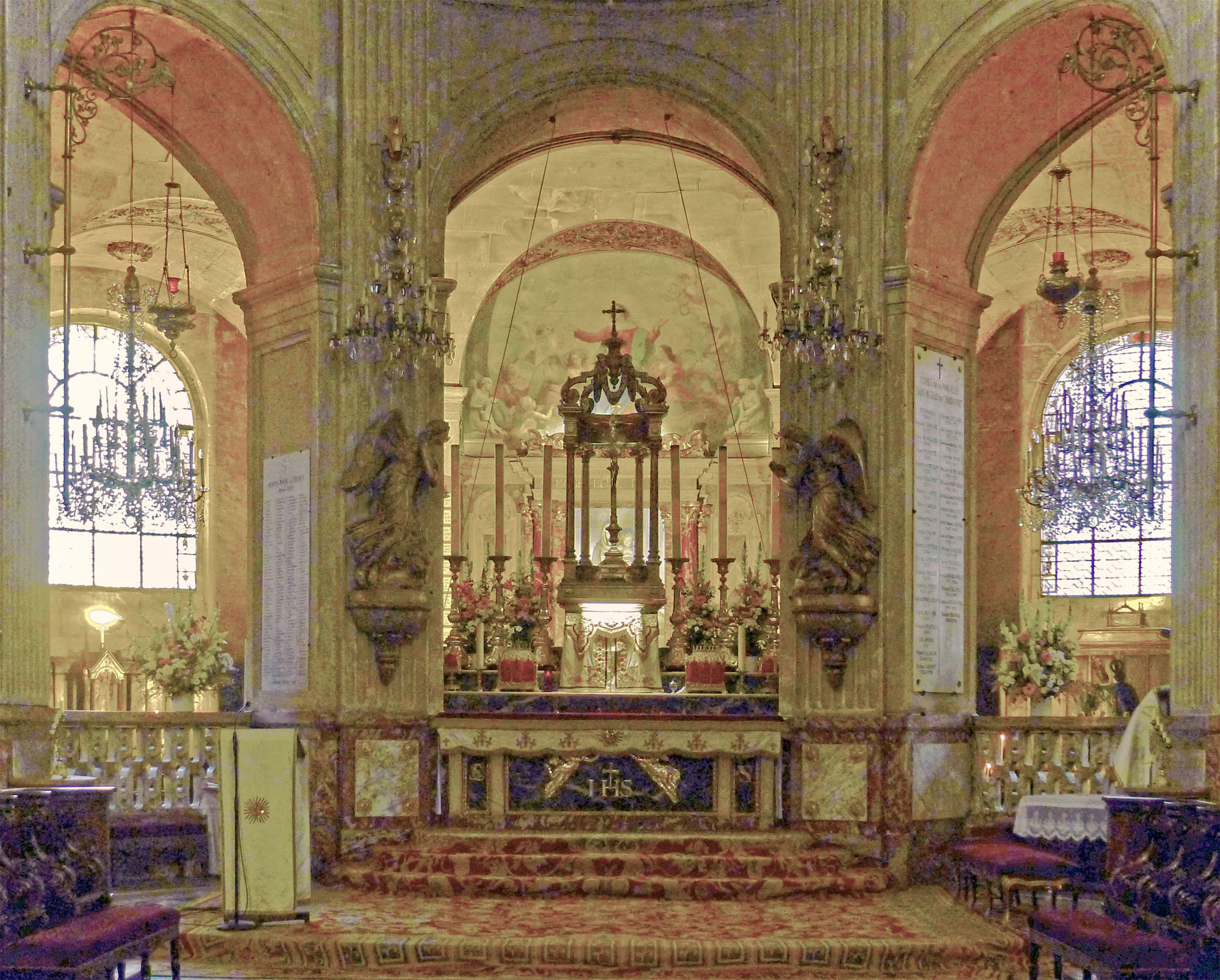
主祭壇
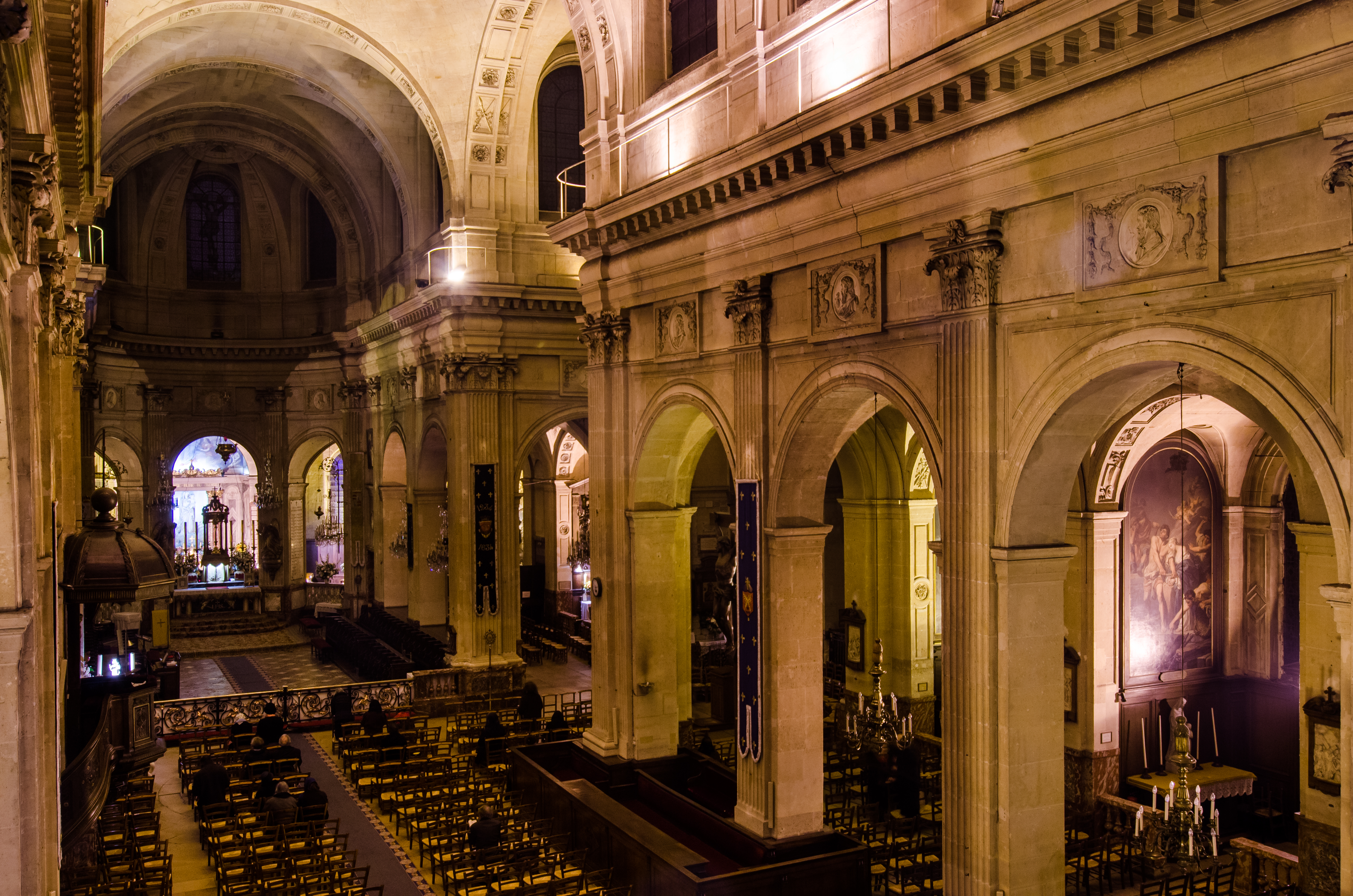
身廊および聖歌隊席

教会の内観はバロック様式の良い見本である。教会の内部はバロック様式の好例で、絵画、メダリオン、彫刻で贅沢に装飾され、神の栄光を視覚的に表現することに捧げられている。 身廊には、十字形の柱の列が並んでおり、古典的なスタイルでアカンサスの葉で飾られた柱頭を持つ付柱が並んでいる。身廊から外側の通路を隔てるアーケードには、古典的なローマ様式の丸みを帯びたアーチが聳える。
1977年に聖伝主義の聖ピオ十世会によって教会が占拠されて以降は、教会の内観は、第二バチカン公会議以前の典礼にふさわしく改造された。 第二バチカン公会議以前のトリエント・ミサでは、司祭はミサを常に東に向かって（向東式/羅: ad orientem) 捧げ、第二バチカン公会議以降のミサのように会衆に向かって（対面式/ 羅: versus populum) 捧げることはない。したがって、後付けの「ノブス・オルド（羅: Novus Ordo、新様式の意であり教皇パウロ六世以降のミサを指す）」のテーブル状祭壇は撤去された。

## チャペルの絵画及び装飾

### チャペルの右下の回廊 - ル・ブラン及びコローによる

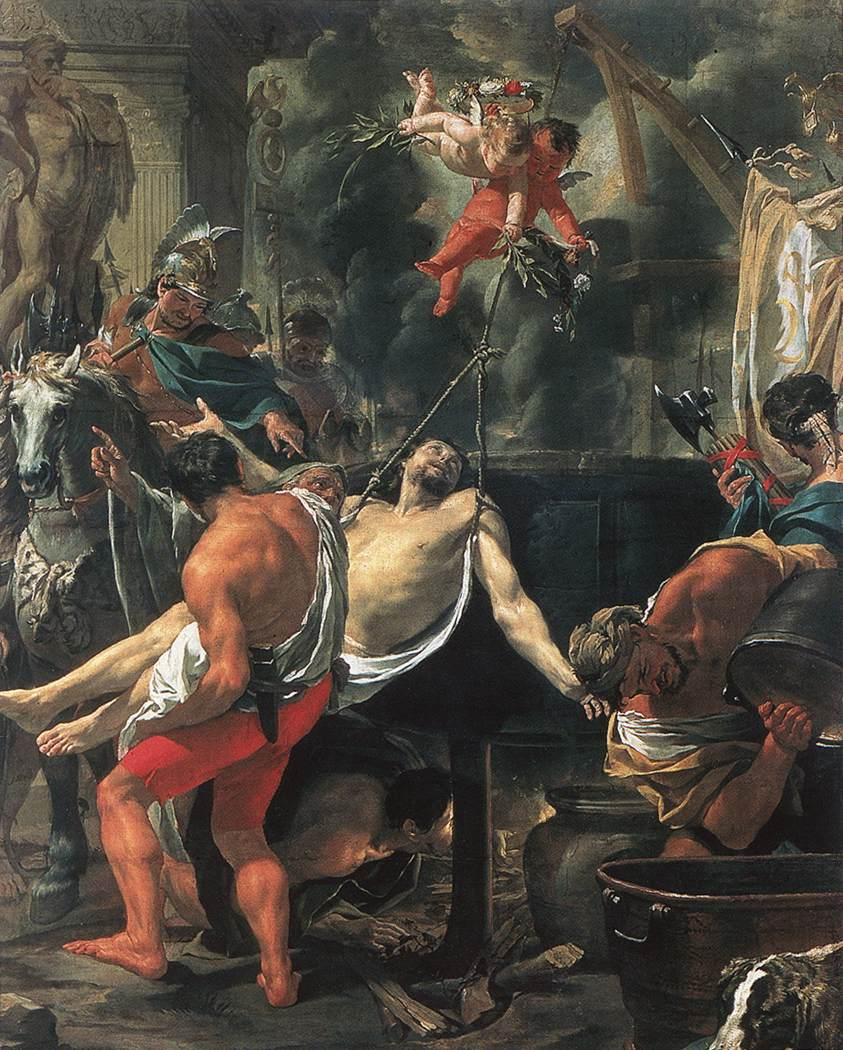
シャルル・ル・ブラン「ラテン門の殉教者聖ヨハネの殉教」
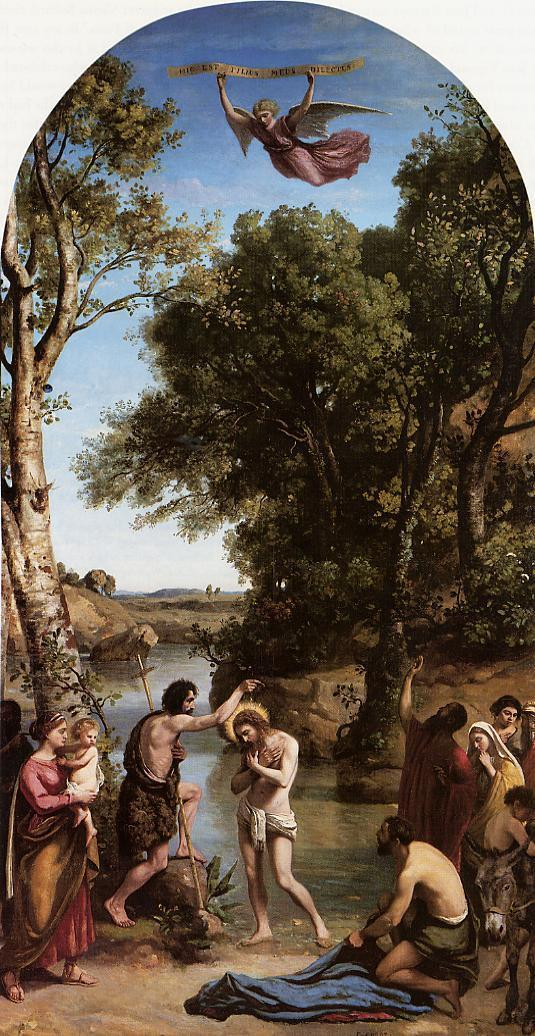
ジャン＝バティスト・カミーユ・コロー「キリストの洗礼」

第一回廊のチャペルには、「ラテン門の伝道者聖ヨハネの殉教」と呼ばれるシャルル・ル・ブランの初期の作品が展示されている。 ル・ブランは当時シモン・ヴーエ（後にルイ14世の宮廷画家となる）の学生であった、これはディオクレティアヌス帝 によって死刑を宣告された聖ヨハネが沸騰した油に投げ込まれたが無傷で出てきた様を描いたものである。この絵は、人間の形と動きの感覚を描写する初期のル・ブランの絵画技術を表している。
洗礼盤のあるチャペルには、ジャン＝バティスト・カミーユ・コローによる稀少な宗教画である『キリストの洗礼』が展示されている。この画では洗礼それ自体は下部の三分の一ほどの面積しか占めておらず、ニコラ・プッサンの古典的様式を踏襲している。上部の三分の二は、コローを有名にした題材である、雄大な樹木と風景の上を飛ぶ天使らが描かれている。ウジェーヌ・ドラクロワはコローのアトリエでこの画を見、日記に「素朴な美しさに満ちた、キリストの壮大な洗礼である」と記している。

### チャペル内の彫刻

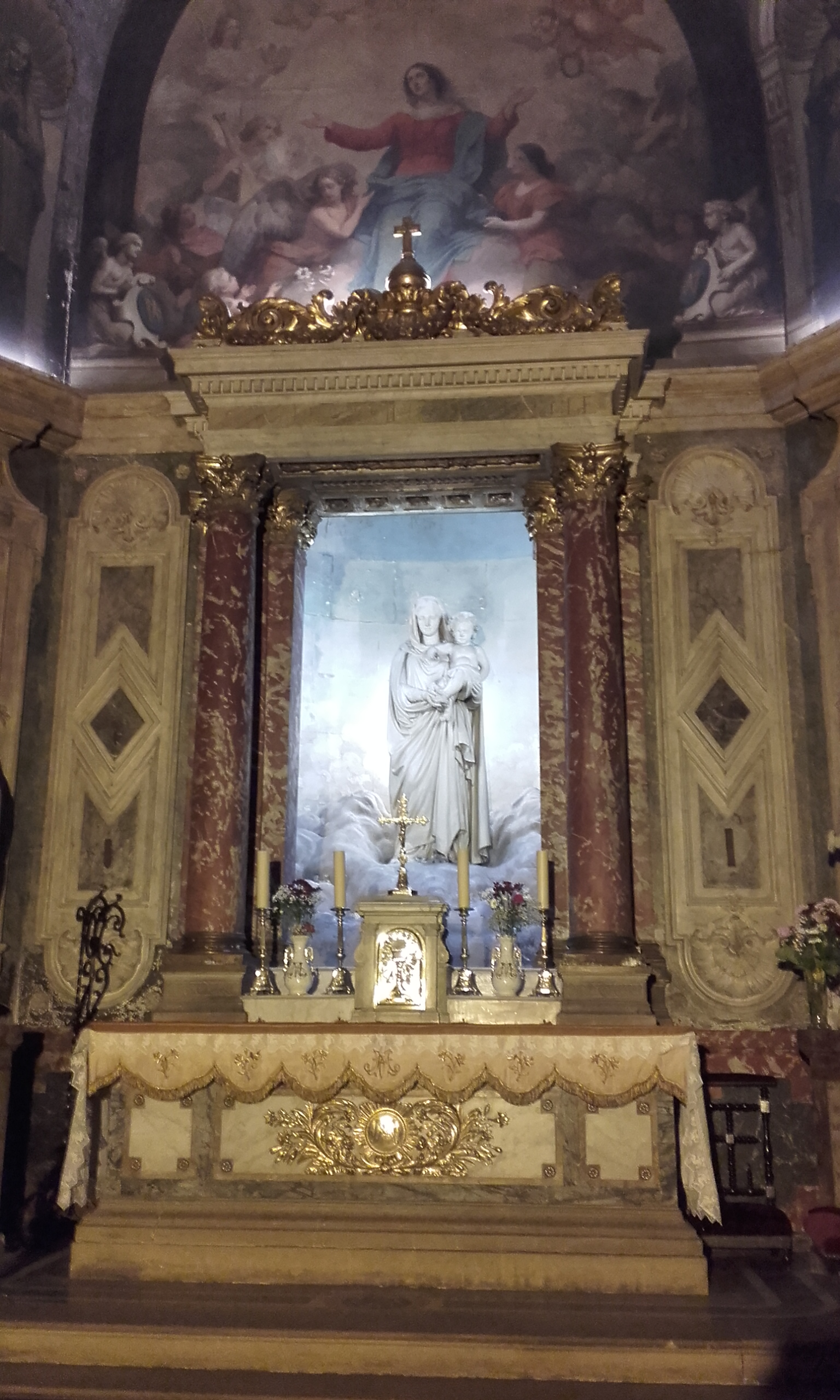
聖マリアのチャペル
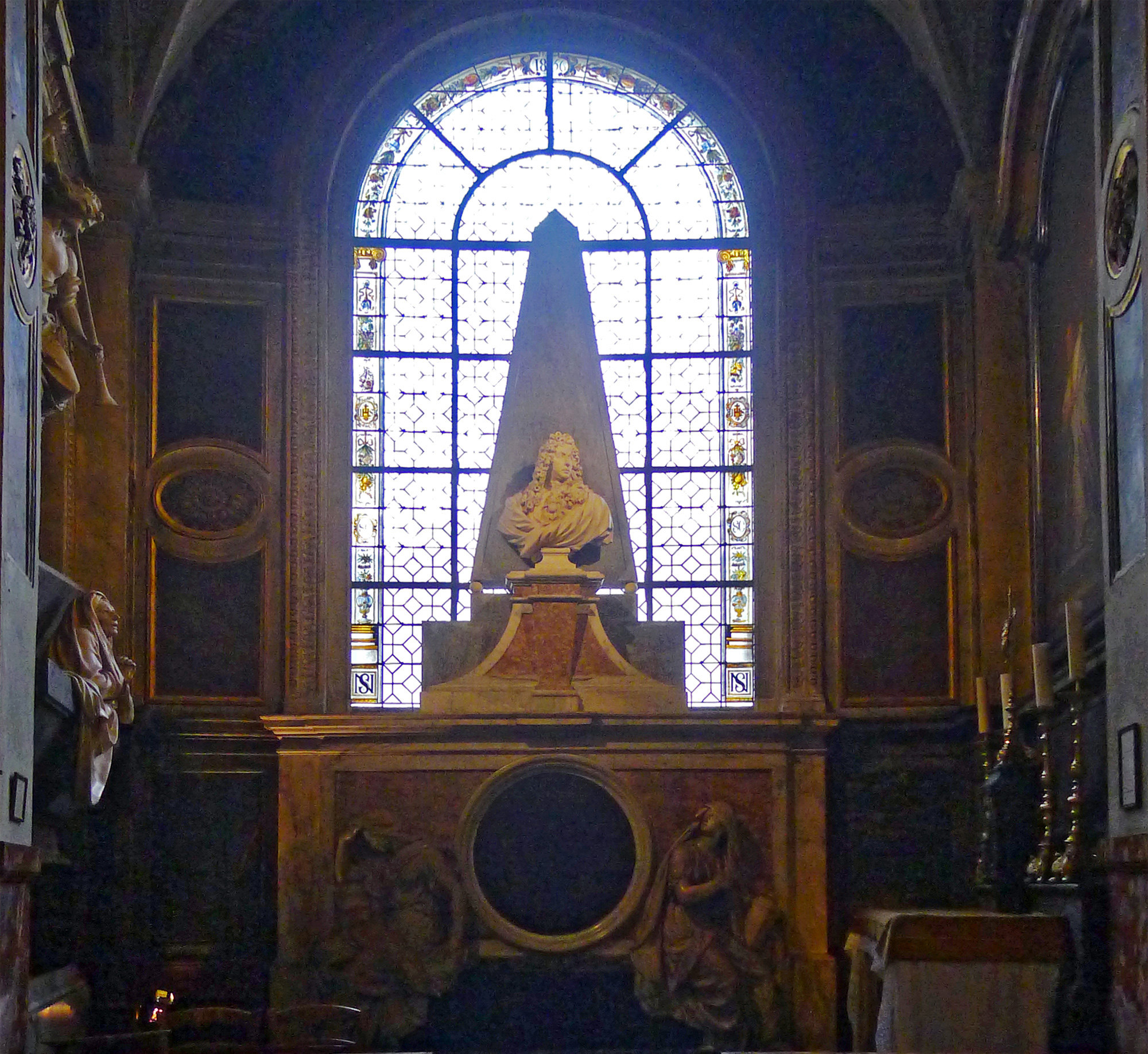
シャルル・ル・ブランの墓
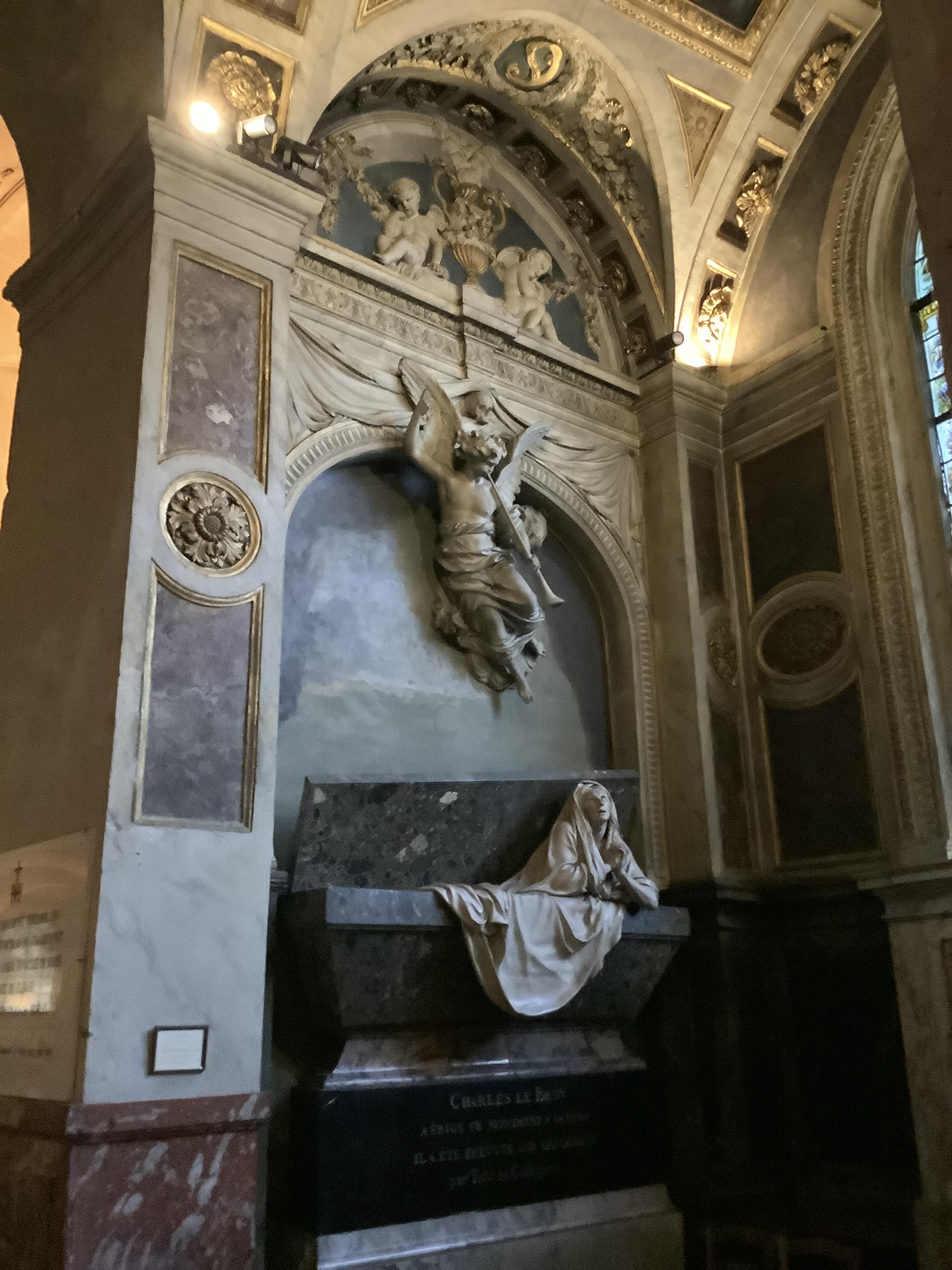
シャルル・ル・ブランの母ジュリエンヌ・ル・べの墓、 Jean Collington 作
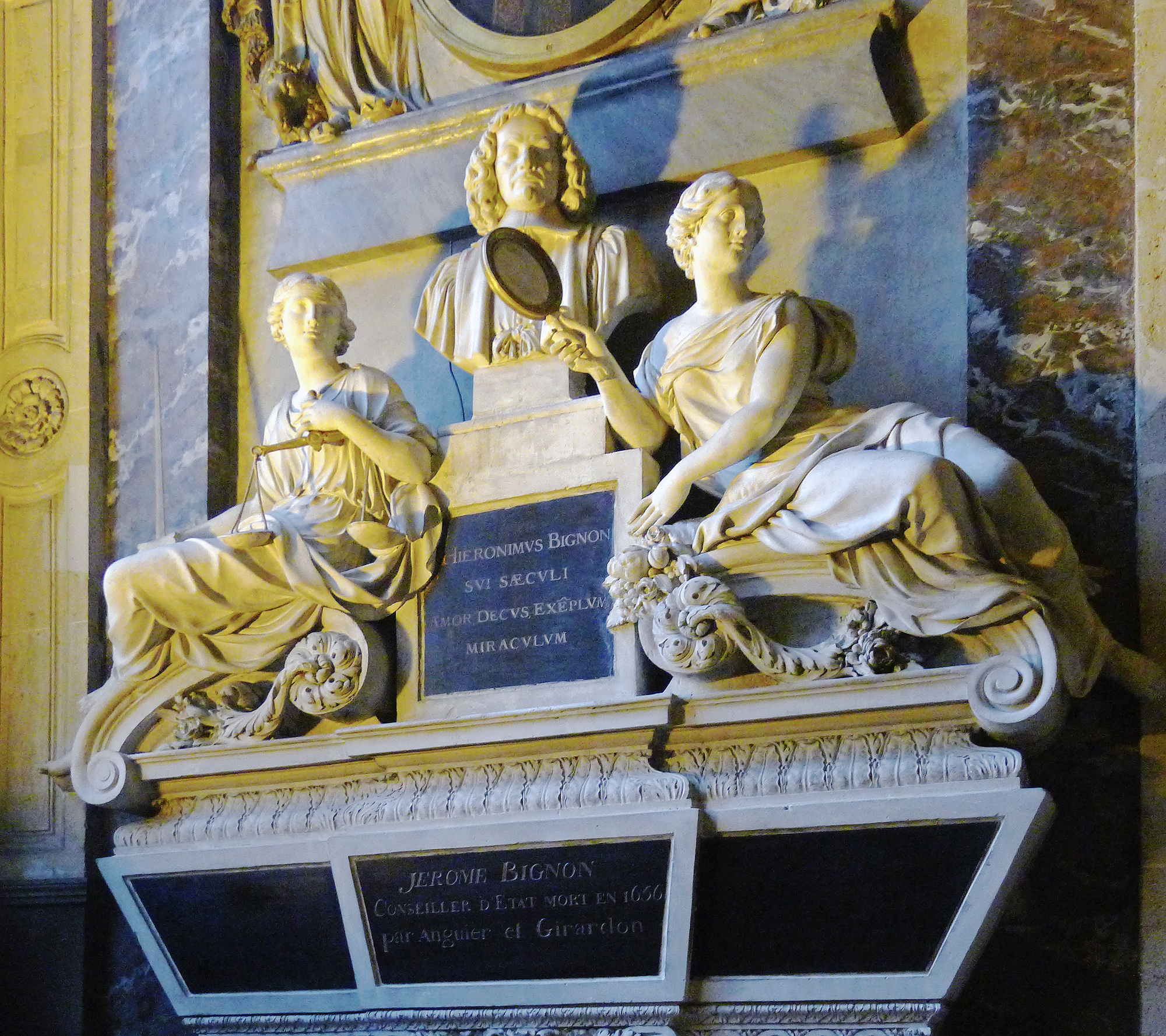
ルイ13世の家庭教師ジェローム・ビニョンの墓、彫刻家フランソワ・ジラルドンおよびミシェル・アングイエ作

聖カルロ・ボロメオのチャペル(Chapel of Saint-Charles-Boromée)の中心的な特徴は、彫刻家 アントワーヌ・コワズヴォ(1640-1720) によって作られた、シャルル・ル・ブランとその妻スザンヌ・ブテ (Suzanne Butay) の葬儀記念碑である。 同じ礼拝堂で、彫刻家 Jean Collignon (1702 年没) は、ル・ブランの素描に従って、ル・ブランの母であるジュリエンヌ・ル・べ (Juilienne Le Be) の墓を作成した。 彫刻の構成は、18世紀初頭のフランス・バロック様式の典型的なテーマに沿っており、 故人が墓から出てきて、目を上に向けて祈っている様子が描かれている。彼女の上にはトランペットを持った天使の彫刻があり、審判の日の訪れと彼女の復活とを告げている。

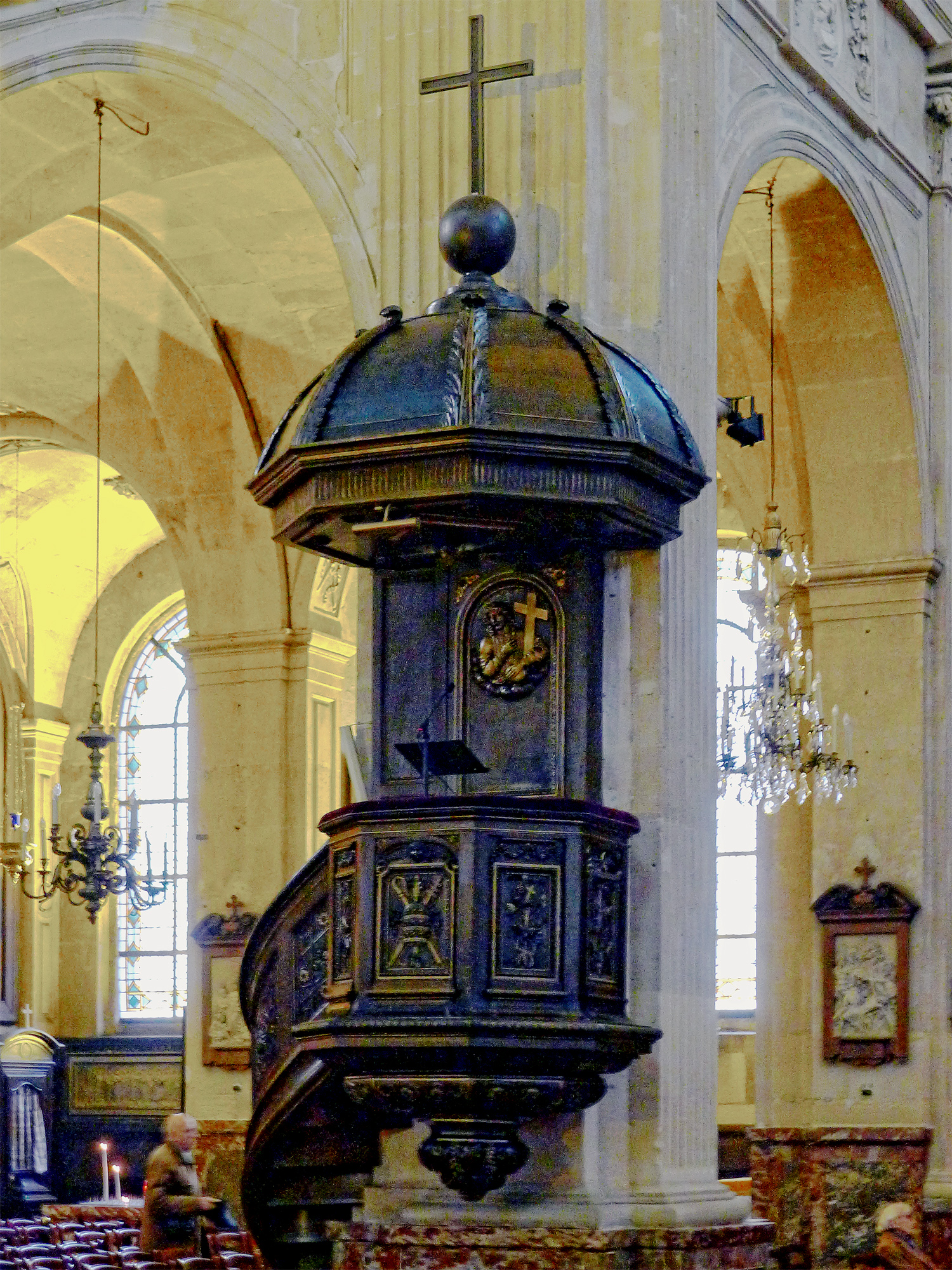
身廊の説教壇
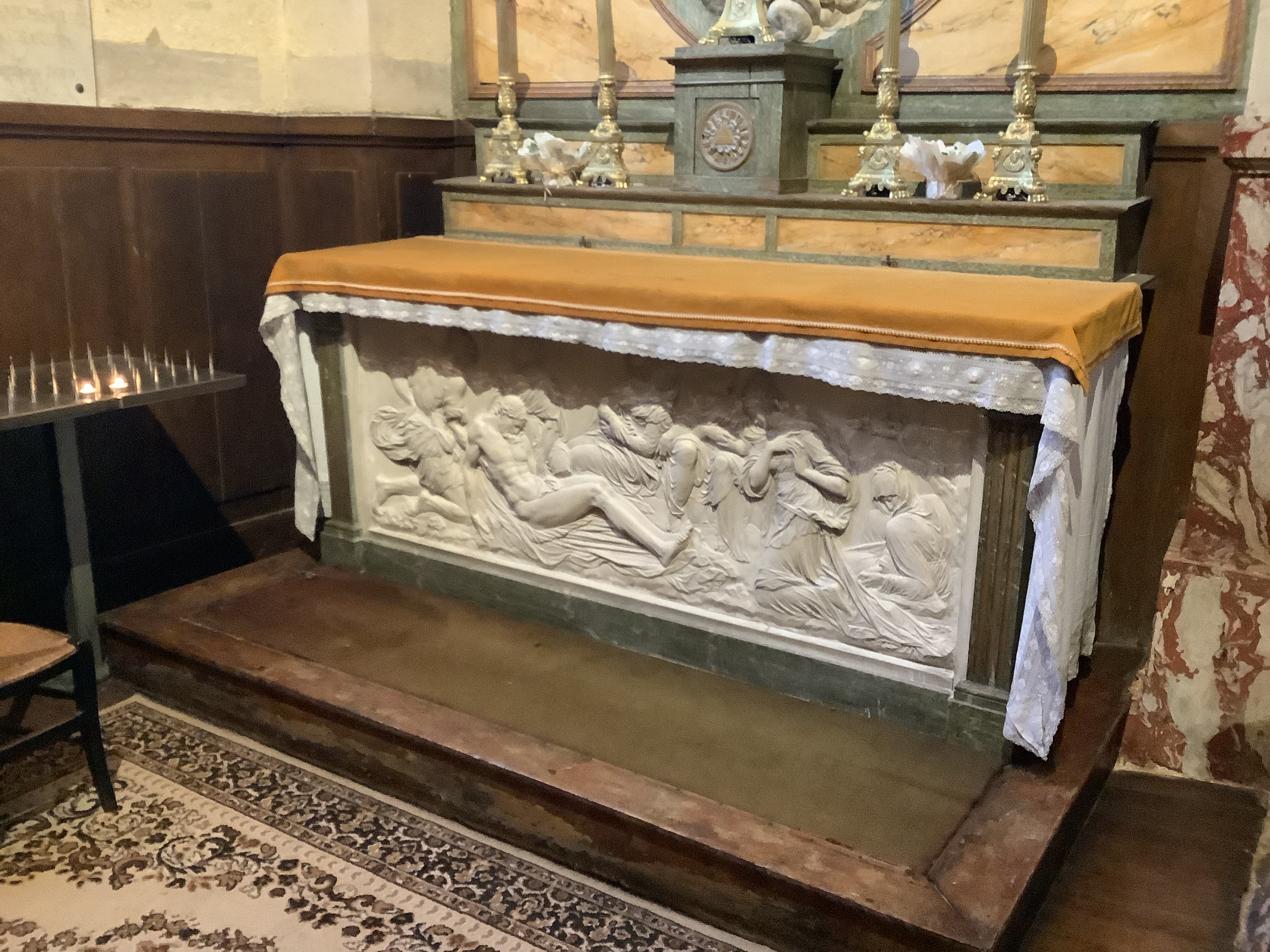
聖ヴァンサン・ドゥ・ポールのチャペルの祭壇
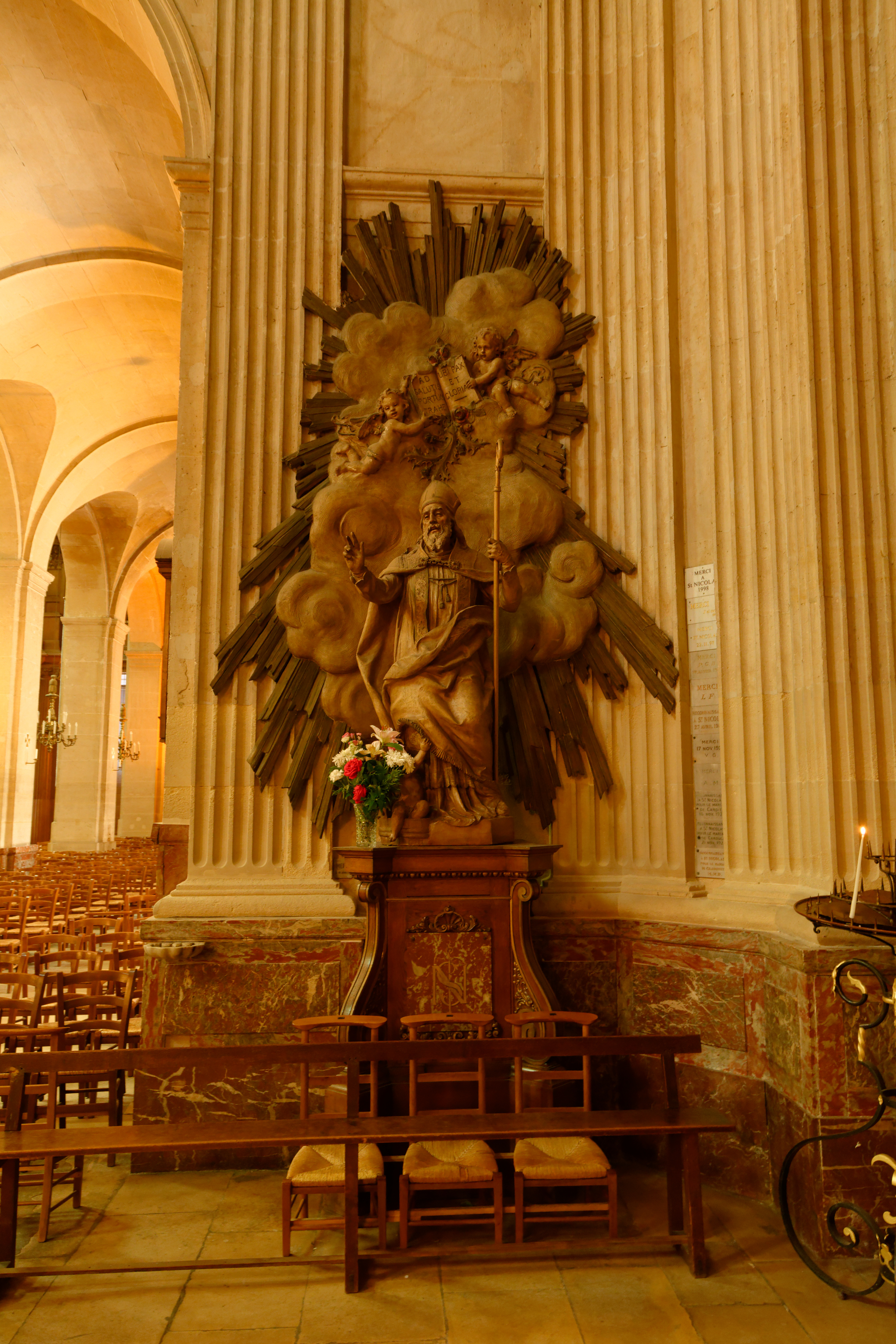
身廊の曲線状の彫刻

## 中継サービス
サン＝ニコラ・ドゥ・シャルドネ教会を管理する聖ピオ十世会司祭らは、教会で捧げられる全てのミサ、晩課、司祭が導くロザリオ、カテキズムの講座をYouTubeで生中継している。

## 参照
1. 1 2  “Saint-Nicolas-du-Chardonnet : avec foi mais sans loi” (フランス語). Libération. (2012年5月11日) 2020年4月13日閲覧。
2. 1 2 3  Moreau, Theresa Maria (2017年9月19日). “Celebrating Fortieth Anniversary of Takeover of Saint-Nicolas-du-Chardonnet, Paris”. The Remnant 2020年4月13日閲覧。
3. ↑  Hargrove, Charles (1977年7月5日). “Mediator in church dispute admits defeat”. The Times
4. ↑  2002 V. 83 - Vœu relatif à l'occupation de l'église Saint-Nicolas-du-Chardonnet Archived 2007-03-11 at the Wayback Machine.
5. ↑  183 - Vœu présenté par M. Sylvain GAREL et les membres du groupe "Les Verts" sur l'occupation de l'église Saint-Nicolas-du-Chardonnet (フランス語)
6. ↑  Les Lebevristes se déchirent, La Croix, 9 September 2004. (Archived: 7 February 2012) (フランス語)
7. ↑  “Vigile Pascale 22h30”.   Eglise Saint-Nicolas-du-Chardonnet YouTube Channel (2020年4月11日). 2021年12月21日時点のオリジナルよりアーカイブ。2024年4月23日閲覧。
8. ↑  Hansrod, Zeenat (2020年4月13日). “Traditionalist Paris priest defies lockdown and holds Easter Vigil service”. RFI 2020年4月13日閲覧。